# Große Freiheit (Band)
Große Freiheit war eine Musikgruppe aus Hamburg. Sie wurde 1980 von Martin Grunwaldt (Synthesizer, Gesang) und Michael Wentzel gegründet. Sie wurden 1981 von Johann Bley (Schlagzeug) und Hans-Jürgen Piel (Bass) verstärkt, die zuvor bei Saal 2 gespielt haben.
Beim Plattenlabel Zickzack Records, das viele experimentelle Bands aus dem Hamburger Raum unter Vertrag hatte, wurden zwei Tonträger veröffentlicht. Die EP Die Moschusfunktion wurde im Sounds positiv gewürdigt. Das Stück Espressomaschine stammte im Original von Franz Josef Degenhardt. Auch Wenn ich vergnügt bin war eine Cover-Version, im Original von den Comedian Harmonists. Es folgte 1983 die Single Piroschka, die von der Spex als „albern“ bewertet wurde. John Peel spielte die Piroschka-B-Seite Ein Mann zuviel in seinem Radioprogramm beim BFBS, wo er auch die Stücke der EP vorgestellt hatte.
Martin Grunwaldt und Johann Bley gründeten nach dem Ende der Band das kurzlebige Duo Grunwaldt & Bley, das 1987 eine Single veröffentlichte. 2001 erschien ein Solo-Album Grunwaldts.

## Diskografie
- 1982: Die Moschusfunktion (EP, Zickzack Records)
- 1983: Piroschka (Single, Zickzack Records)